# Кидд, Фрэнсис
Фрэнсис Рут Шанд Кидд, урождённая Рош (англ. Frances Ruth Shand Kydd; 20 января 1936, Парк Хауз, Норфолк, Великобритания — 3 июня 2004) — британская аристократка, дочь Мориса Роша, 4-го барона Фермоя. В первом браке была женой Джона Спенсера, 8-го графа Спенсера, от которого родила пять детей, включая Диану — впоследствии принцессу Уэльскую.

## Биография
Фрэнсис Рош родилась в 1936 году в семье Мориса Роша, 4-го барона Фермоя, и его жены Рут Гилл. Она стала вторым ребёнком и второй дочерью (после неё родился сын Эдмунд). Предки Фрэнсис по мужской линии известны как минимум с XVI века, а с 1856 года они носят ирландский титул баронов Фермой. 4-й барон был другом короля Георга VI, его жена была фрейлиной и близкой подругой королевы Елизаветы.
1 июня 1954 года Фрэнсис стала женой Джона Спенсера, виконта Элторпа, сына и наследника 7-го графа Спенсера. Венчание прошло в Вестминстерском аббатстве, причём на церемонии присутствовали королева Елизавета II с мужем. 18-летняя Фрэнсис стала самой молодой невестой в аббатстве после 1893 года.
В браке Джона Спенсера и Фрэнсис Рош родились:
- Сара (19 марта 1955), жена Нила Эдмонда Маккоркодейла;
- Джейн (11 февраля 1957), жена Роберта Феллоуза, барона Феллоуза;
- Джон (родился и умер 12 января 1960);
- Диана (1961—1997), первая жена Чарльза, принца Уэльского, впоследствии ставшего королём Великобритании под именем Карла III;
- Чарльз (20 мая 1964), 9-й граф Спенсер.

Брак не был счастливым. Виконт мог быть жестоким с членами семьи и даже поднимал на жену руку. В 1967 году, когда младшему ребёнку супругов было три, Фрэнсис оставила мужа и ушла к любовнику — Питеру Шанду Кидду, бизнесмену из Австралии. В 1969 году Спенсеры развелись, причём детей суд оставил с отцом (в том числе из-за показаний Рут Рош). Фрэнсис вскоре после этого вышла за Кидда. Супруги жили на шотландском острове Сейл, где купили дом XVIII века, в Лондоне и в Австралии. Спенсер в 1975 году унаследовал графский титул, а в 1976 тоже вступил во второй брак.
Кидды жили уединённо, но в 1981 году Фрэнсис пришлось появиться на свадьбе своей дочери Дианы. В 1988 году она рассталась и со вторым мужем (брак был официально расторгнут два года спустя). Известно, что в 1996 году Фрэнсис Кидд лишили водительских прав за пьяное вождение, но она отрицала наличие проблем с алкоголем. В 1996 году она поссорилась с Дианой, так как сказала в интервью журналу Hello!, что та была счастлива лишиться титула после развода с Чарльзом. К моменту гибели Дианы мать и дочь не разговаривали.
Последние годы жизни Фрэнсис провела в одиночестве на Сейле. Она обратилась в католичество и посвятила себя благотворительности. В октябре 2002 года, когда Фрэнсис давала показания в суде по делу бывшего дворецкого Дианы Пола Баррела, в её дом проникли преступники, укравшие фамильные драгоценности.
Фрэнсис Кидд умерла в своем доме на Сейле 3 июня 2004 года. Известно, что её диагноз включал болезнь Паркинсона и рак мозга. На похоронах в римско-католическом соборе в Обане 10 июня присутствовали дети, сестра и внуки покойной, включая принцев Уильяма и Гарри. Принц Чарльз не приехал, так как возглавлял британскую делегацию на похоронах Рональда Рейгана, назначенных на следующий день. Фрэнсис была похоронена на кладбище Пеннифуир в Обане.